# (976) Benjamina
(976) Benjamina – planetoida należąca do zewnętrznej części pasa głównego asteroid okrążająca Słońce w ciągu 5 lat i 272 dni w średniej odległości 3,21 au. Została odkryta 27 marca 1922 roku w Algiers Observatory w Algierze przez Benjamina Jekhowsky’ego. Nazwa pochodzi od imienia syna odkrywcy. Przed nadaniem nazwy planetoida nosiła oznaczenie tymczasowe (976) 1922 LU.